# Nulpunktsenergi
Nulpunktsenergi er den laveste mulige energi, som et kvantemekanisk fysisk system kan have og er grundtilstandens energi i systemet. Dette begreb blev først foreslået af Albert Einstein og Otto Stern i 1913. Termen nulpunktsenergi er en oversættelse af det tyske Nullpunktsenergie. Alle kvantemekaniske systemer har en nulpunktsenergi. Udtrykket opstår ofte i forbindelse med grundtilstanden af kvanteharmoniske oscillatorer og nulsvingninger til disse. I kvantefeltteori er nulpunktsenergi et synonym for vakuumenergi, energimængden som er associeret med vakuumet i det tomme rum. I fysisk kosmologi er vakuumenergi ophav til den kosmologiske konstant. Eksperimentelt fører nulpunktsenergien af vakuum direkte til Casimir-effekten.
Fordi nulpunktsenergien er den laveste energien som et system kan have, kan denne energi ikke fjernes fra systemet. En relateret term, som er knyttet til dette er nulpunktsfeltet, som er det laveste energiniveauet til et fysisk felt, til dennes grundtilstand, som er forskellig fra nul.